# Kanie Helenowskie
Železniční zastávka Kanie Helenowskie slouží regionální dopravě ve vesnici Kanie, Mazovském vojvodství.

## Obecný přehled
Železniční zastávka Kanie Helenowskie byla otevřena v roce 1955. Je obsluhována regionálními spoji dopravce Warszawska Kolej Dojazdowa, zkráceně WKD, který provozuje příměstskou osobní železniční dopravu na vlastní železniční síti spojující centrum Varšavy s obcemi Michałovice, Pruszków, Brwinów, Podkowa Leśna, Milanówek a Grodzisk Mazowiecki jihozápadně od Varšavy.
| Linka | Směr | Interval   |
| ----- | --- | ---------- |
|       | Warszawa Śródmieście WKD - Pruszków WKD - Komorów - Kanie Helenowskie - Podkowa Leśna Główna - Grodzisk Maz. Radońska | 15/60 min. |
|       | Warszawa Śródmieście WKD - Pruszków WKD - Komorów - Kanie Helenowskie - Podkowa Leśna Główna - Milanówek Grudów       | 30/60 min. |

## Přehled počtu spojů
Přehled počtu spojů je pouze orientační
Ze zastávky odjíždí spoje do stanic:
- Grodzisk Mazowiecki Radońska
  - 31 vlaků ve všední dny (kromě července a srpna)
  - 28 vlaků ve všední dny v červenci a srpnu
  - 22 vlaků o sobotách, nedělích a svátcích
- Milanówek Grudów
  - 16 vlaků ve všední dny
  - 15 vlaků o sobotách, nedělích a svátcích
- Podkowa Leśna Główna
  - 7 vlaků ve všední dny (kromě července a srpna)
  - 3 vlaků ve všední dny v červenci a srpnu
- Warszawa Śródmieście WKD
  - 55 vlaků ve všední dny (kromě července a srpna)
  - 48 vlaků ve všední dny v červenci a srpnu
  - 37 vlaků o sobotách, nedělích a svátcích

Celkový počet spojů, které obsluhuje zastávka:
- 109 vlaků ve všední dny (kromě července a srpna)
- 95 vlaků ve všední dny v červenci a srpnu
- 74 vlaků o sobotách, nedělích a svátcích

## Železniční tratě
Železniční zastávkou Kanie Helenowskie prochází železniční tratě:
- 47 Warszawa Śródmieście WKD – Grodzisk Mazowiecki Radońska